# Titus Flavius Sabinus (vader van Vespasianus)
Titus Flavius Sabinus (landstreek Sabina, ca. 20 v.Chr. - waarschijnlijk Aventicum, na 9 n.Chr.) was de vader van de toekomstige keizer Vespasianus. 
Hij was de zoon van Titus Flavius Petro en diens vrouw, Tertulla. Hij was een man uit de ridderstand en was afkomstig uit Reate in de landstreek Sabina ten noordoosten van de stad Rome. Hij diende als ambtenaar bij de douane en was vervolgens bankier in de provincie Asia, waar hij werd geëerd met een standbeeld dat werd opgedragen aan een "eerlijke belastinggaarder". Later werd hij bankier in de stad Aventicum in het gebied van de Helvetii in Gallië (het huidige Zwitserland). In deze stad overleed hij waarschijnlijk ook.
Sabinus trouwde boven zijn stand met Vespasia Polla, wier vader de rang van prefect van het kamp had bereikt en wier broer senator werd. Samen met zijn vrouw kreeg Titus Flavius Sabinus ten minste twee zonen, de consul Titus Flavius Sabinus en Titus Flavius Vespasianus, de toekomstige keizer Vespasianus. Ook was er een dochter, Flavia Vespasia, die op jonge leeftijd overleed. Verder kan hij een oudere zoon hebben gehad, die mogelijk de vader was van de Titus Flavius Sabinus, die consul was in het jaar 69 n.Chr.

## Voetnoten
1. 1 2   Suetonius, De vita Caesarum, Vespasianus 1.
2. ↑   Louis-Sébastien Le Nain de Tillemont, Histoire des empereurs et autres princes qui ont régé pendant les six premiers siècles de l'Église, Note 1 sur Othon
3. ↑  Dictionary of Greek and Roman Biography and Mythology, William Smith, redacteur.